# دانشگاه داگوپان
دانشگاه داگوپان (کالج Computronix سابق Colegio de Dagupan) یک کالج خصوصی غیر فرقه ای است که در داگوپان، فیلیپین واقع شده‌است.
کالج داگوپان در حال حاضر یک خط مشی پذیرش آزاد برای همه کسانی که می‌خواهند تحصیلات دانشگاهی را دنبال کنند، دارد. پذیرش بر اساس استانداردهای آکادمیک و اخلاقی توافق شده و همچنین تمایل دانشجو به رعایت قوانین، مقررات و سیاست‌های تعیین شده توسط کالج است.